# Лангенштајнбах (Саксонија)
Лангенштајнбах (њем. Langensteinbach) општина је у њемачкој савезној држави Саксонија. Посједује регионалну шифру (AGS) 0.

## Географски и демографски подаци
Површина општине износи 28,0 km². У самом мјесту је, према процјени из 2010. године, живјело 2.400 становника. Просјечна густина становништва износи 86 становника/km².